# Madagaskar na Letnich Igrzyskach Olimpijskich 1980
Madagaskar na Letnich Igrzyskach Olimpijskich 1980 reprezentowało 11 zawodników. Był to 4. start reprezentacji Madagaskaru na letnich igrzyskach olimpijskich.

## Skład kadry

### Boks
Mężczyźni
- Anicet Sambo - waga piórkowa - 17. miejsce
- Sylvain Rajefiarison - waga lekka - 17. miejsce
- Paul Rasamimanana - waga półśrednia - 9. miejsce

### Judo
Mężczyźni
- Mamodaly Ashikhoussen - waga ekstralekka - 19. miejsce
- Sylvain Rabary - waga półlekka - 13. miejsce

### Lekkoatletyka
Mężczyźni
- Tisbite Rakotoarisoa

800 metrów - odpadł w eliminacjach
1500 metrów - odpadł w eliminacjach
- Jules Randrianarivelo

10 000 metrów - odpadł w eliminacjach
Maraton - 25. miejsce
Kobiety
- Albertine Rahéliarisoa

800 metrów - odpadła w eliminacjach
1500 metrów - odpadła w eliminacjach

### Pływanie
Mężczyźni
- Zoë Andrianifaha

100 metrów st. dowolnym - odpadł w eliminacjach
100 metrów st. klasycznym - odpadł w eliminacjach
100 metrów st. motylkowym - odpadł w eliminacjach
Kobiety
- Bako Ratsifa

100 metrów st. dowolnym - odpadła w eliminacjach
100 metrów st. motylkowym - odpadła w eliminacjach
- Nicole Rajoharison

100 metrów st. klasycznym - odpadła w eliminacjach
200 metrów st. klasycznym - odpadła w eliminacjach